# Sthenognatha toddi
Sthenognatha toddi är en fjärilsart som beskrevs av Lane och Watson 1975. Sthenognatha toddi ingår i släktet Sthenognatha och familjen björnspinnare. Inga underarter finns listade i Catalogue of Life.